# Charles R. Hamilton

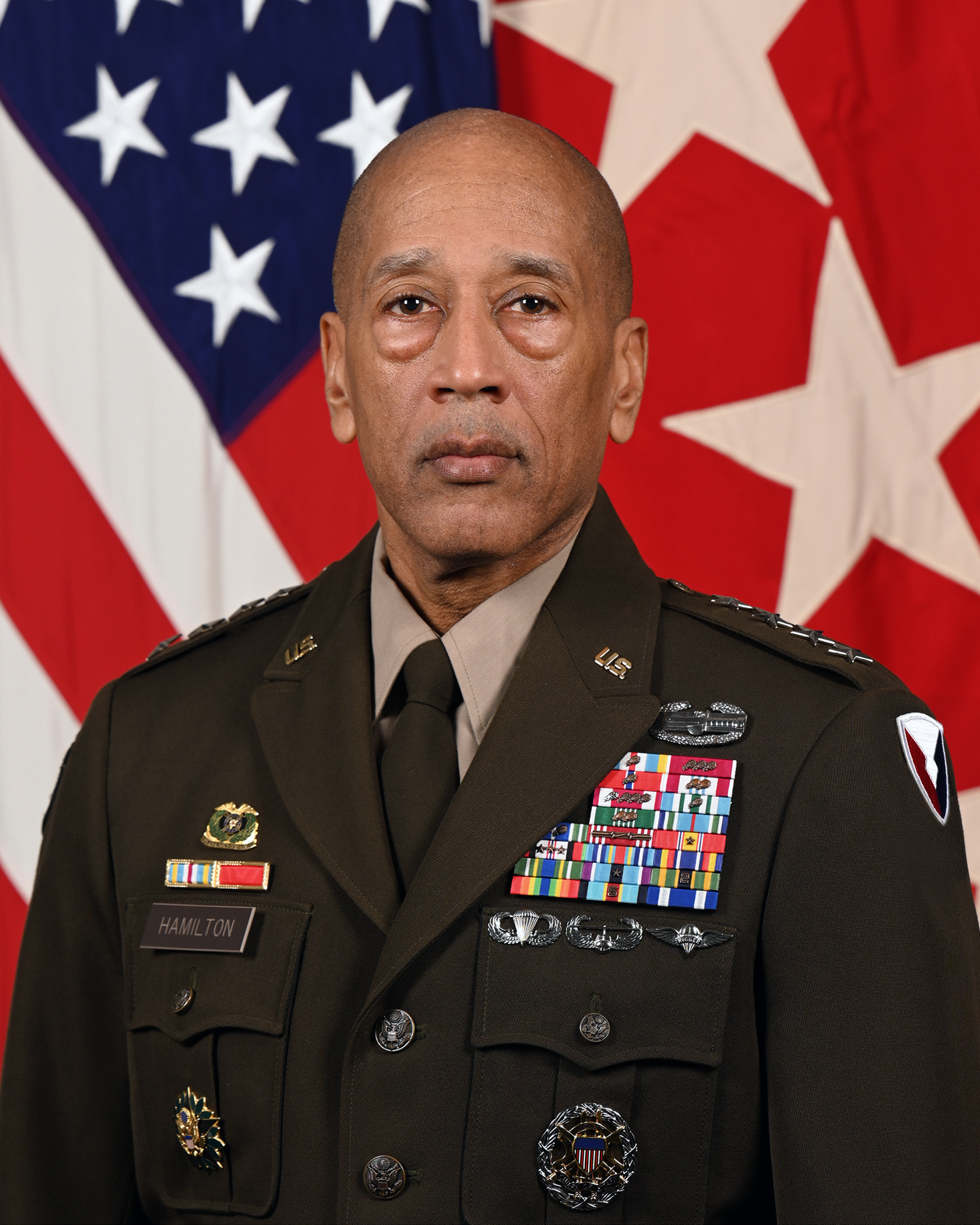
Charles R. Hamilton (2023)

Charles R. Hamilton ist ein US-amerikanischer General der United States Army und war von 2023 bis 2024 der 21. kommandierende General des United States Army Materiel Command.

## Leben

### Militärischer Werdegang
Charles R. Hamilton trat in seiner Heimatstadt Houston, Texas, in die United States Army ein. Nach Abschluss der Grundausbildung wurde er nach Fort Hood versetzt. Er wurde an der Officer Candidate School als „Distinguished Military Graduate“ ausgewählt und erwarb im Anschluss einen Bachelor of Science in Betriebswirtschaftslehre an der Virginia State University und den Master in öffentlicher Verwaltung von der Central Michigan University. Zudem ist er Absolvent eines Senior Service College Fellowships.
Hamilton war in seiner Dienstzeit unter anderem in der Defense Logistics Agency und in diversen Logistik-Einheiten und -Verbänden der US-Armee eingesetzt, etwa als stellvertretender Chef des Stabes US Army im Sachgebiet für Nachschub und Logistik (G4). Für die United States Forces Korea war er ebenfalls als deren Logistikverantwortlicher eingesetzt.
Dreimal nahm er an der Operation Enduring Freedom in Afghanistan teil. 2004 als Leiter eines Unterstützungsteams der Defense Logistics Agency, von 2010 bis 2011 als Commander, United States Forces-Afghanistan Support South/Southwest und ein drittes Mal als Kommandeur der 101st Sustainment Brigade in der 101st Airborne Division.
Seine für die Beförderung notwendige Anhörung im United States Senate Committee on Armed Services des Senats der Vereinigten Staaten fand im Dezember 2022 statt. Im Februar 2023 übernahm er das Kommando über das United States Army Materiel Command.

### Entbindung vom Kommando als Kommandeur des United States Army Materiel Command
Am 19. März 2024 wurde er zunächst von seinen Aufgaben als Kommandeur des United States Army Materiel Command entbunden, weil er eine Soldatin bevorzugt haben soll, damit sie weiter Karriere machen kann. Die Soldatin war bei einer Anhörung, die den Aufstieg zum Bataillonskommandeur ermöglichen soll, klar durchgefallen („was deemed unfit for command“); Hamilton wirkte nach Medienberichten auf den Vorsitzenden ein, die Soldatin bereits zwei Tage später ein weiteres Mal im Rahmen des Battalion Commander Assessment Program (BCAP) anzuhören, obwohl zwischen zwei Anhörungen in der Regel ein Jahr Pause liegen muss. Zudem führte er Gespräche mit dem Chief of Staff of the Army, Randy A. George, um der Frau eine weitere Chance zu eröffnen. Der General ist verantwortlich für die Modalitäten und die Durchführung des BCAP.
Christine Wormuth, United States Secretary of the Army, entschied im Dezember 2024, dass Hamilton seinen Posten dauerhaft verliert, weil sich die Vorwürfe, er habe eine ihm unterstellte Stabsoffizierin im Dienstgrad Lieutenant Colonel bevorzugt und trotz ihrer weit unterdurchschnittlichen Leistungen durch das BCAP geschleust, bestätigt hatten. Zudem enthüllte der Bericht des Department of the Army Inspector General ein sexuelles Verhältnis zwischen Hamilton und der Frau. Über weitere Schritte, wie etwa eine Entfernung aus dem Dienstverhältnis oder eine Degradierung (der Dienstgrad des Generals ist lediglich temporär und eine Zurruhesetzung in diesem Dienstgrad muss vom Präsidenten vorgeschlagen werden; ansonsten würde Hamilton im Dienstgrad eines Major Generals in den Ruhestand treten) wird in den kommenden Monaten durch den Verteidigungsminister der Vereinigten Staaten entschieden.